# HMS Osiris (N67)
Pour les articles homonymes, voir Osiris (homonymie).
Le HMS Osiris (Pennant number : N67) est un sous-marin de classe Odin de la Royal Navy, construit par Vickers-Armstrongs à Barrow-in-Furness. Sa quille fut posée le 12 mai 1927, il fut lancé le 19 mai 1928 et mis en service le 25 janvier 1929.

## Conception
Lors de la conférence de désarmement de Washington, en 1921-1922, la délégation britannique aurait désiré que le traité qui en fut la conclusion interdise l’arme sous-marine. Mais c’était une vaine requête, alors que les U-Boote allemands venaient de faire preuve de leur redoutable efficacité durant la Première Guerre mondiale. Ayant échoué à faire interdire les sous-marins, les Britanniques recommencèrent à en construire à partir de 1923. Le modèle choisi fut le L52 de 1917, de classe L. Le type O, qui en dérivait, était plus long et plus large. Comme lui, il avait six tubes lance-torpilles d’étrave de 21 pouces (533 millimètres) et deux tubes de chasse à l’arrière, avec une torpille de rechange pour chaque tube. Il ne donnait que 15.5 nœuds (28 km/h) en surface, deux nœuds de moins que son prédécesseur, mais ceci était compensé par un rayon d'action très supérieur. Le succès du prototype, le HMS Oberon, amena la construction à partir de 1926 de six sous-marins de la classe Odin destinés à l’Extrême-Orient. Malheureusement, pour des raisons d’économie, une erreur de conception fut commise : certains des réservoirs à mazout furent placés dans la partie supérieure des ballasts et, étant donné l’impossibilité de rendre une coque rivetée tout à fait étanche, il y avait à la surface de la mer une traînée indiscrète de gas-oil qui révélait la présence du sous-marin. Cela contribua à la perte de quatre d’entre eux en Méditerranée en 1940-1942.

## Engagements
Le HMS Osiris a d’abord été mis en service avec la 4e flottille sous-marine de la station de Chine.
En septembre 1939, il est désigné pour servir à la station des Indes orientales et déployé avec la 8e flottille à Colombo. En janvier 1940, il est transféré à la flotte britannique de la mer Méditerranée, et éployé avec la 1ère flottille sous-marine basée à Alexandrie.
Le 16 août 1940, le HMS Osiris coule à coups de canon, en surface, le navire marchand italien Morea (déplacement : 1968 tonnes) à environ 50 milles marins (93 km) à l’ouest de Durazzo, en Albanie. Avant cela, le Morea avait évité par deux fois les torpilles tirées sur lui.
Au cours d’une attaque menée contre un convoi dans le canal d'Otrante le 22 septembre 1940, le HMS Osiris torpille et coule l’un des escorteurs du convoi, le torpilleur italien Palestro (déplacement : 875 tonnes), à environ 40 milles marins (74 km) à l’ouest de Durazzo (position 41°19’N, 18°34’E).
À son retour à Alexandrie, le HMS Osiris a reçu un colis de la part du commandant de la flottille avec des instructions "de ne pas accoster à moins que ce signal d’identité ne se manifeste". Le paquet contenait un Jolly Roger qui a été dûment hissé. À partir de ce jour, le commandant donna à chaque sous-marin de sa flottille un Jolly Roger dès qu’il eut réussi sa patrouille.
Le 14 juillet 1941, le HMS Osiris endommagea le navire marchand italien Capo d'Orso (3149 tonneaux) à coups de canon dans un engagement en surface près d’Argostóli (Céphalonie) en Grèce.
Lors d’un autre engagement en surface le 27 juin 1943, le HMS Osiris coule le voilier italien Vittorina (11 tonneaux) au nord de la Crète (position 36°12’N, 26°45’E) à coups de canon.
Pendant l’invasion alliée de la Sicile de juillet à août 1943, il est déployé en patrouille d’interception pour empêcher les navires de guerre italiens d’interférer avec les débarquements. À partir d’août 1943, il a servi avec les escortes anti-sous-marines de la Flotte d’Extrême-Orient avant d’être transféré de nouveau à la flotte des Indes orientales en novembre 1944.
Le HMS Osiris a été retiré du service le 7 mars 1945 et vendu pour être démantelé en septembre 1945. Il a été démoli en 1946 à Durban, en Afrique du Sud.